# Anii 1780
Anii 1780 au fost un deceniu care a început la 1 ianuarie 1780 și s-a încheiat la 31 decembrie 1789.